# Lorenzo Pellegrini
Lorenzo Pellegrini (ur. 19 czerwca 1996 w Rzymie) – włoski piłkarz występujący na pozycji pomocnika we włoskim klubie AS Roma, której jest kapitanem oraz w reprezentacji Włoch.

## Kariera klubowa

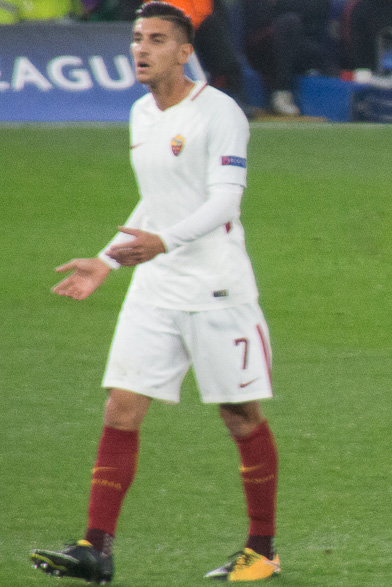
Pellegrini w 2017 roku w barwach AS Roma

Pellegrini jest wychowankiem AS Roma. Był kapitanem młodzieżowej drużyny, która w 2014/2015 dotarła do półfinału Ligi Młodzieżowej UEFA. W pierwszym zespole Romy zadebiutował 22 marca 2015. W meczu 28. kolejki Serie A z AC Cesena zmienił na boisku Saliha Uçana w 67. minucie gry.
1 lipca 2015 Pellegrini został piłkarzem US Sassuolo Calcio, które zapłaciło za niego 1,25 mln euro. W nowym zespole zadebiutował 8 listopada w spotkaniu z Carpi FC. Sassuolo wygrało wówczas 1:0, a wychowanek Romy grał do 64. minuty, gdy zmienił go Davide Biondini. Pierwszą ligową bramkę zdobył już w swoim następnym spotkaniu – przeciwko UC Sampdoria. Sezon 2015/2016 Sassuolo zakończyło na szóstej pozycji w tabeli Serie A, co dało drużynie możliwość gry w eliminacjach Ligi Europy. Jest to największy sukces w historii klubu.
W kolejnym sezonie Pellegrini był wiodącą postacią klubu, a Sassuolo w eliminacjach Ligi Europy wyeliminowało FC Luzern oraz Crevenę Zvezdę Belgrad i awansowało do fazy grupowej, gdzie zajęło ostatnie, czwarte miejsce (za KRC Genk, Athletikiem Bilbao i Rapidem Wiedeń).

## Statystyki
Stan na 4 czerwca 2025 
| Klub               | Sezon     | Liga  | Liga | Liga   | Puchar kraju | Puchar kraju | Puchar kraju | Europejskie puchary | Europejskie puchary | Europejskie puchary | Razem | Razem | Razem  |
| Klub               | Sezon     | Mecze | Gole | Asysty | Mecze        | Gole         | Asysty       | Mecze               | Gole                | Asysty              | Mecze | Gole  | Asysty |
| ------------------ | --------- | ----- | ---- | ------ | ------------ | ------------ | ------------ | ------------------- | ------------------- | ------------------- | ----- | ----- | ------ |
| AS Roma            | 2014/2015 | 1     | 0    | 0      | 0            | 0            | 0            | 0                   | 0                   | 0                   | 1     | 0     | 0      |
| US Sassuolo Calcio | 2015/2016 | 19    | 3    | 0      | 1            | 0            | 0            | –                   | –                   | –                   | 20    | 3     | 0      |
| US Sassuolo Calcio | 2016/2017 | 28    | 6    | 7      | 1            | 1            | 0            | 5                   | 1                   | 1                   | 34    | 8     | 8      |
| Razem              | Razem     | 47    | 9    | 7      | 2            | 1            | 0            | 5                   | 1                   | 1                   | 54    | 11    | 8      |
| AS Roma            | 2017/2018 | 28    | 3    | 4      | 1            | 0            | 0            | 8                   | 0                   | 1                   | 37    | 3     | 5      |
| AS Roma            | 2018/2019 | 25    | 3    | 4      | 2            | 0            | 0            | 6                   | 1                   | 3                   | 33    | 4     | 7      |
| AS Roma            | 2019/2020 | 27    | 1    | 11     | 2            | 2            | 0            | 5                   | 0                   | 2                   | 34    | 3     | 13     |
| AS Roma            | 2020/2021 | 34    | 7    | 6      | 1            | 1            | 0            | 12                  | 3                   | 3                   | 47    | 11    | 9      |
| AS Roma            | 2021/2022 | 28    | 9    | 5      | 1            | 0            | 0            | 12                  | 5                   | 3                   | 41    | 14    | 8      |
| AS Roma            | 2022/2023 | 32    | 4    | 5      | 2            | 0            | 0            | 14                  | 4                   | 4                   | 48    | 8     | 9      |
| AS Roma            | 2023/2024 | 29    | 8    | 4      | 2            | 0            | 0            | 10                  | 2                   | 1                   | 41    | 10    | 5      |
| AS Roma            | 2024/2025 | 25    | 2    | 2      | 2            | 0            | 0            | 7                   | 1                   | 1                   | 34    | 3     | 3      |
| Razem              | Razem     | 228   | 37   | 41     | 13           | 3            | 0            | 74                  | 16                  | 18                  | 316   | 56    | 59     |
| Łącznie            | Łącznie   | 276   | 46   | 48     | 15           | 4            | 0            | 79                  | 17                  | 19                  | 370   | 67    | 67     |

## Kariera reprezentacyjna
W młodzieżowej reprezentacji Włoch Pellegrini zadebiutował 2 czerwca 2016 w przegranym 0:1 meczu z Francją.
W lutym 2017 selekcjoner pierwszej reprezentacji, Giampiero Ventura powołał go na trzydniową konsultację szkoleniową. Włosi w tym czasie nie rozegrali żadnego spotkania.